# Chessmaster

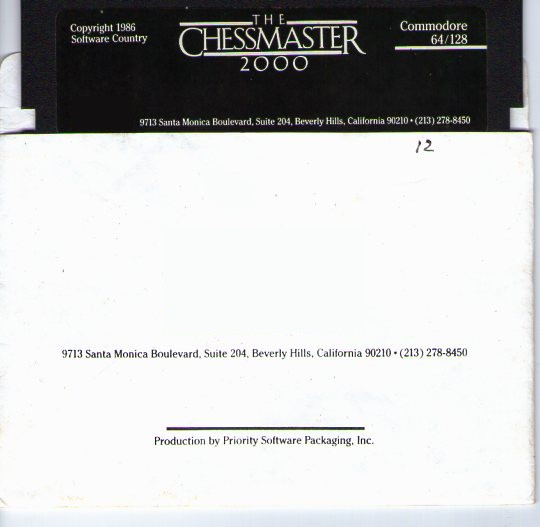
Disquete contendo o jogo "Chessmaster 2000" 1986 para o Commodore 64/128. O lado reverso (não mostrado) é para Atari.

Chessmaster é um programa de computador para xadrez que teve início em 1986 com a versão Chessmaster 2000 da empresa The Software Toolworks. Atualmente o Chessmaster está na sua décima primeira versão, denominada Chessmaster Grandmaster Edition, lançada em outubro de 2007 pela UbiSoft. O engine do Chessmaster é o The King, escrito pelo programador holandês Johan de Köning (The King, que em inglês significa "O Rei", é a tradução do sobrenome holandês de Köning.
O Chessmaster também se caracteriza por possuir diversas “personalidades” diferentes, cada qual com estilo próprio de jogo que podem, inclusive, ser costumizadas, além de ser criadas do zero pelo usuário do programa.
De acordo com a Swedish Chess Computer Association (Julho, 2005), o rating ELO do versão Chessmaster 9000 é estimado em 2.715 pontos, rodando em PC Athlon-1200.

## Academia
Algo bastante notavel em Chessmaster é a academia. Talvez este seja o elemento que diferencia Chessmaster de qualquer outro programa de xadrez. Na academia é possível aprender tanto o xadrez básico como o avançado. Possui análises de grandes jogos, estratégias, dicas e exercícios. Outra coisa bastante interessante na academia, é que tudo é narrado por grandes mestres do xadrez, um deles até disputou contra o Chessmaster, a personalidade mais poderosa do jogo. É um programa famoso e muito forte para o aprendizado (ensino) e estudo do xadrez iniciante ou magistral.